# Risolatte

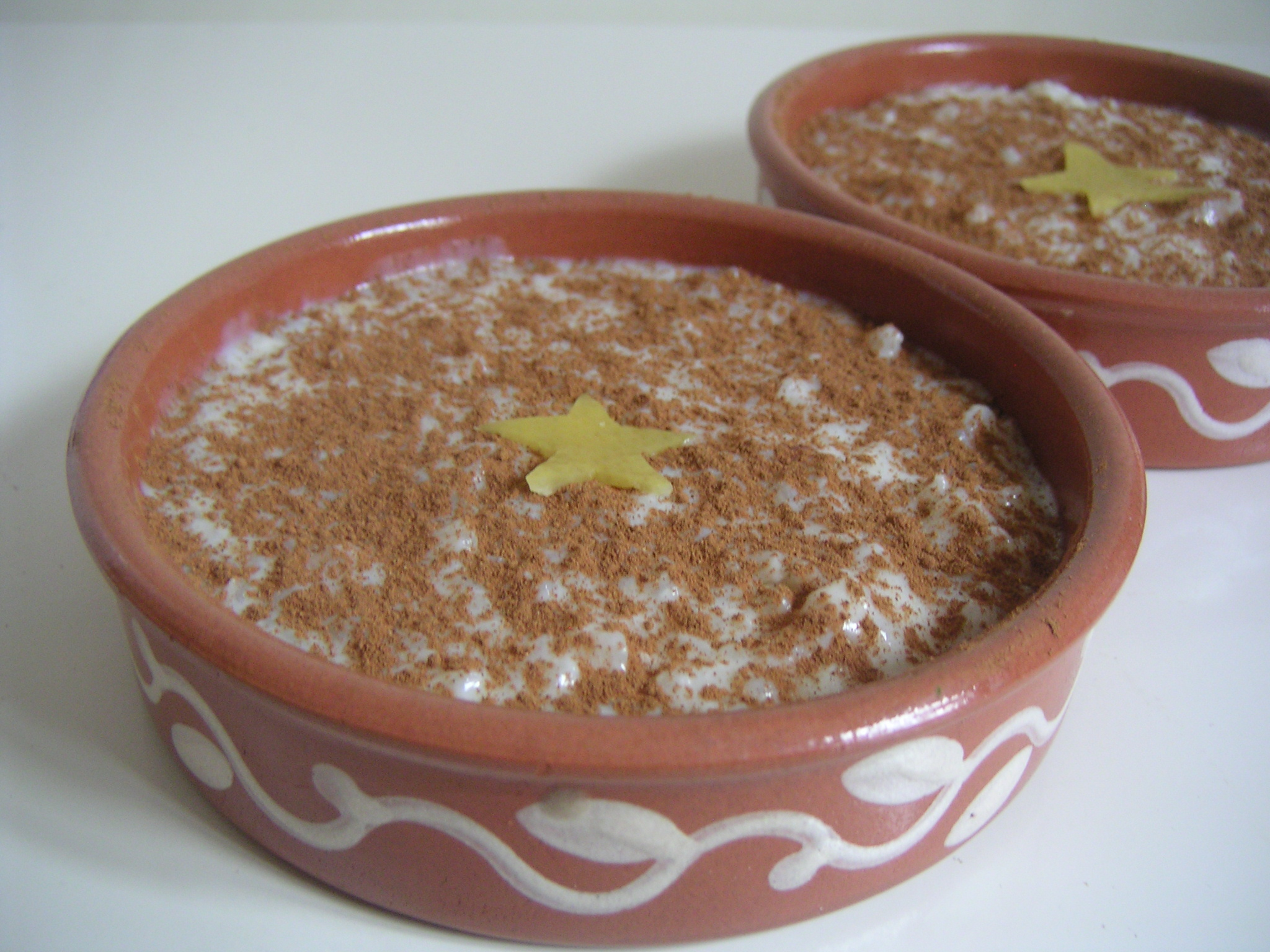
Una porzione di Risolatte

Il risolatte o crema di riso è un dolce al cucchiaio a base di riso diffuso in tutto il mondo, declinato in moltissime varietà di colore e sapore. Viene anche prodotto in confezioni pronte all'uso per la vendita nella grande distribuzione alimentare.

## Risolatte nel mondo
Ingredienti tipici del risolatte sono:
- riso; riso bianco (solitamente a chicco tondo, a volte fino o integrale)
- latte; (latte intero, latte di cocco, panna o latte in polvere)
- spezie; (noce moscata, cannella, zenzero ecc.)
- aromi; (vaniglia, arancio, limone, pistacchio, acqua di rose etc.)
- dolcificante; (zucchero, zucchero di canna, miele, latte condensato, frutta o sciroppo)
- uova

Ecco una lista (incompleta) di posti e nomi del risolatte in varie località:

### Europa

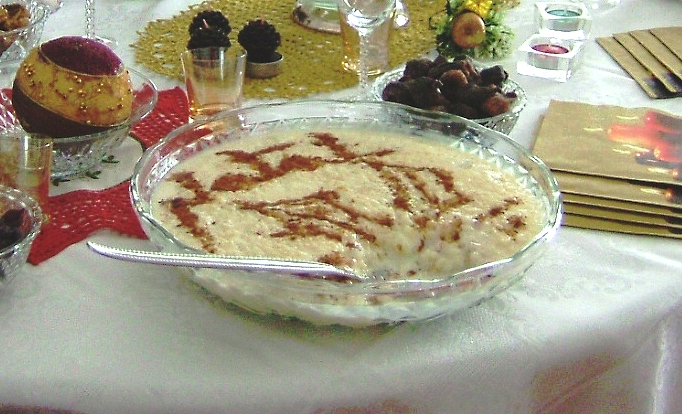
Risolatte (Arroz doce) in un tipico pasto natalizio, in Portogallo

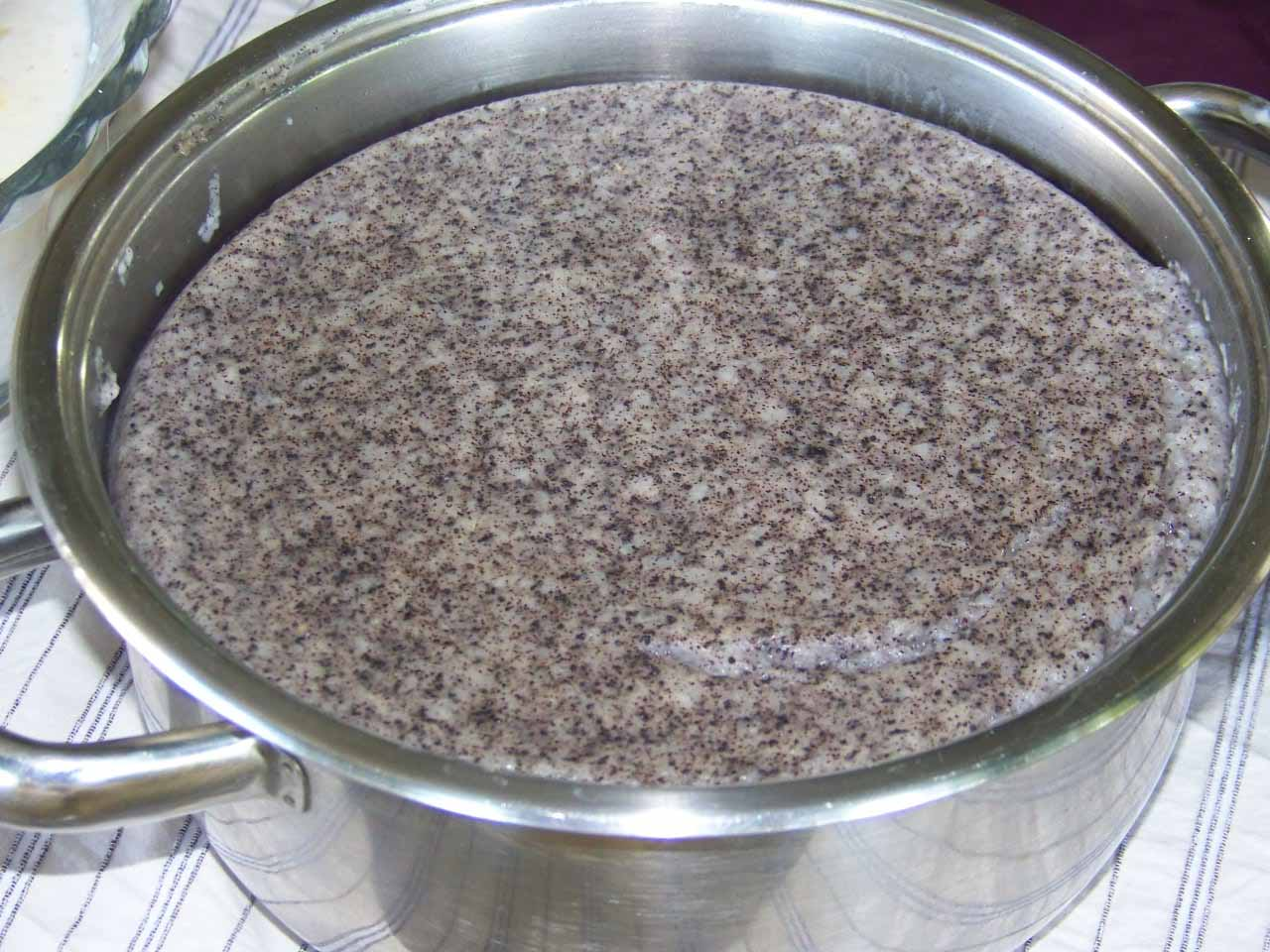
Lapa un risolatte caratteristico con semi di papavero dalla regione di Kočani, Macedonia.

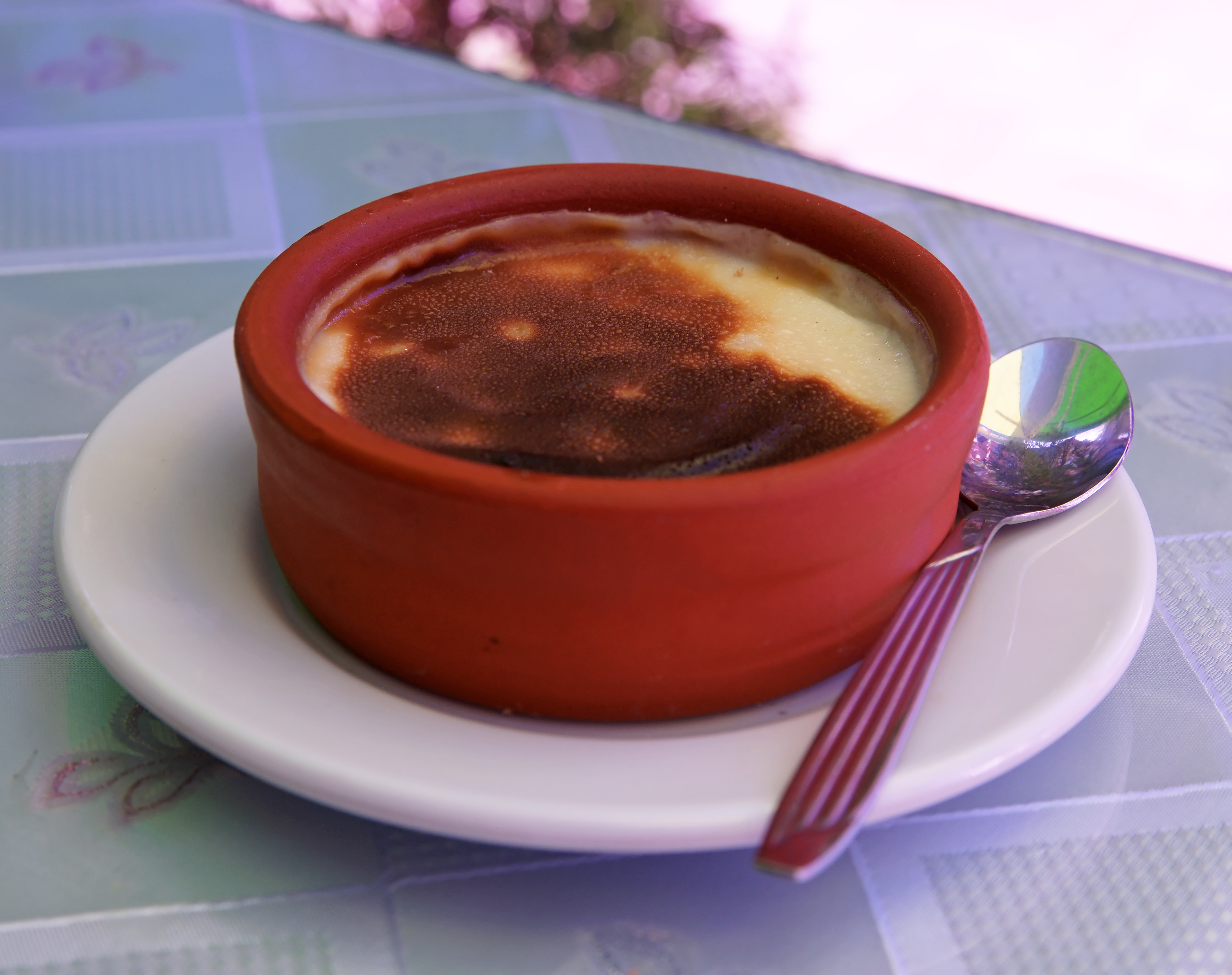
Sütlaç, pudding di riso, è un dolce tipico della Turchia. Nella foto, (firinda) sütlaç, al forno.

- Arroz doce (Portogallo) con riso, zucchero, latte, uova, cannella e scorza di limone
- Budino di Riso (Italia) con latte, uova, uvetta e scorza d'arancia[2]
- Arroz con leche (Spagna, Colombia, Argentina, Ecuador, Perù, Messico) con latte, zucchero; a volte con cannella e limone
- Сутлијаш (Macedonian) - Лапа Audioⓘ - tipico con semi di papavero
- Milchreis (Germania) con riso, latte, zucchero, cannella, salsa di mele, roter Grütze o ciliegie
- Tejberizs (Ungheria) con uvetta, cannella e/o cacao
- Mlečni riž (Slovenia)
- Mliečna ryža (Slovakia)
- Riz au lait (Francia)
- Rice Pudding (Gran Bretagna), con latte, addolcito con zucchero o marmellata
- Mляко с ориз (Bulgaria) con latte e cannella
- Orez cu lapte (Romanian) con latte e cannella
- Rijstebrij (Paesi Bassi) o Rijstpap (Fiammingo)
- Riskrem (Norvegia) tipico di Natale
- Ρυζόγαλο (ryzogalo, Grecia) con latte e cannella.[1][3]
- Sütlaç (Turchia < sütlaç < sütlü aş 'cibo cotto con latte'), servito freddo; a volte zuccherato, a volte con pekmez.
- Сутлијаш/Sutlijaš (Serbia)
- Sutlija (Bosnia)
- Riža na mlijeku (Croazia)
- Сутляш o Мляко с ориз (Bulgaria)
- Sylt(i)jash o Qumësht me Oriz (Latte con riso) (Albania)
- Oriz na vareniku (Montenegro)
- Tameloriz (Albania)
- Teurgoule (Normandia)
- Рисовая каша (Russia)
- Молочна рисова каша (Ukraina), anche chiamato "кутя" (Kutia) a Natale (con frutta secca)
- Risgrynsgröt (Svezia), tipico invernale e di Natale
- Risengrød (Danimarca), con burro, zucchero e cannella, o succo di frutta scuro a Natale e durante l'inverno
- Grjónagrautur (Islanda), tutto l'anno, con cannella, zucchero e uvetta.
- Riisipuuro (Finlandia), tipico dell'avvento e di Natale, con zucchero e cannella.

## Varianti
Il risolatte non va confuso con il riso al latte, un primo piatto del Nord Italia che segue pressoché lo stesso metodo di preparazione della crema di riso, ma è salato.